# 15510 Фібіраундс
15510 Фібіраундс (15510 Phoeberounds) — астероїд головного поясу, відкритий 4 жовтня 1999 року.
Тіссеранів параметр щодо Юпітера — 3,502.